# Omedu
Omedu är en ort i Estland. Den ligger i Kasepää kommun och landskapet Jõgevamaa, i den centrala delen av landet, 150 km sydost om huvudstaden Tallinn. Omedu ligger 36 meter över havet och antalet invånare är 109. Den ligger vid sjön Peipus.
Terrängen runt Omedu är platt. Runt Omedu är det glesbefolkat, med 8 invånare per kvadratkilometer. Närmaste större samhälle är Mustvee, 10,2 km nordväst om Omedu.